# Rota ABC
Rota ABC é um ensaio documental lançado em 1991, que fala sobre os anseios e perspectivas da juventude moradora no subúrbio industrial do ABC paulista, dirigido por Francisco César Filho e produzido pela Anhangabaú Produções, com trilha sonora da banda de punk rock Garotos Podres, formação da banda com Português (Bateria), Mao (Vocal), Sukata (Baixo), Mauro (Guitarra).

## Prêmios
- Melhor filme de curta-metragem no Festival de Brasília, 1991.[4]
- Melhor fotografia no Festival de Brasília, 1991.[4]
- Contribuição artística no Anima Mundi, 2003.

## Festivais
- Festival Internacional de Curtas-Metragens de São Paulo, 1991.[5]
- Festival de Locarno, Itália, 1992[2]
- Festival de Oberhausen, Alemanha, 1992[2]
- Festival de Nova Iorque, Estados Unidos, 1992[2]
- Festival de Rotterdam, Holanda, 1993.[6]
- Festival Internacional de Documentários de Amsterdam, Holanda, 2002.[2]
- Mostra Internacional de Cinema de São Paulo, 2019.[7]